# Вятские говоры
Вя́тские го́воры — группа русских говоров, распространённых преимущественно в бассейне реки Вятки — на территории исторической области Вятская земля. Имеет много общих черт с севернорусскими говорами и, отчасти со среднерусскими, что объясняется различными путями заселения Вятки русскими. Отличается от центральных говоров наличием отдельных довольно архаичных черт, находящих параллели в древненовгородском диалекте.

## Классификация

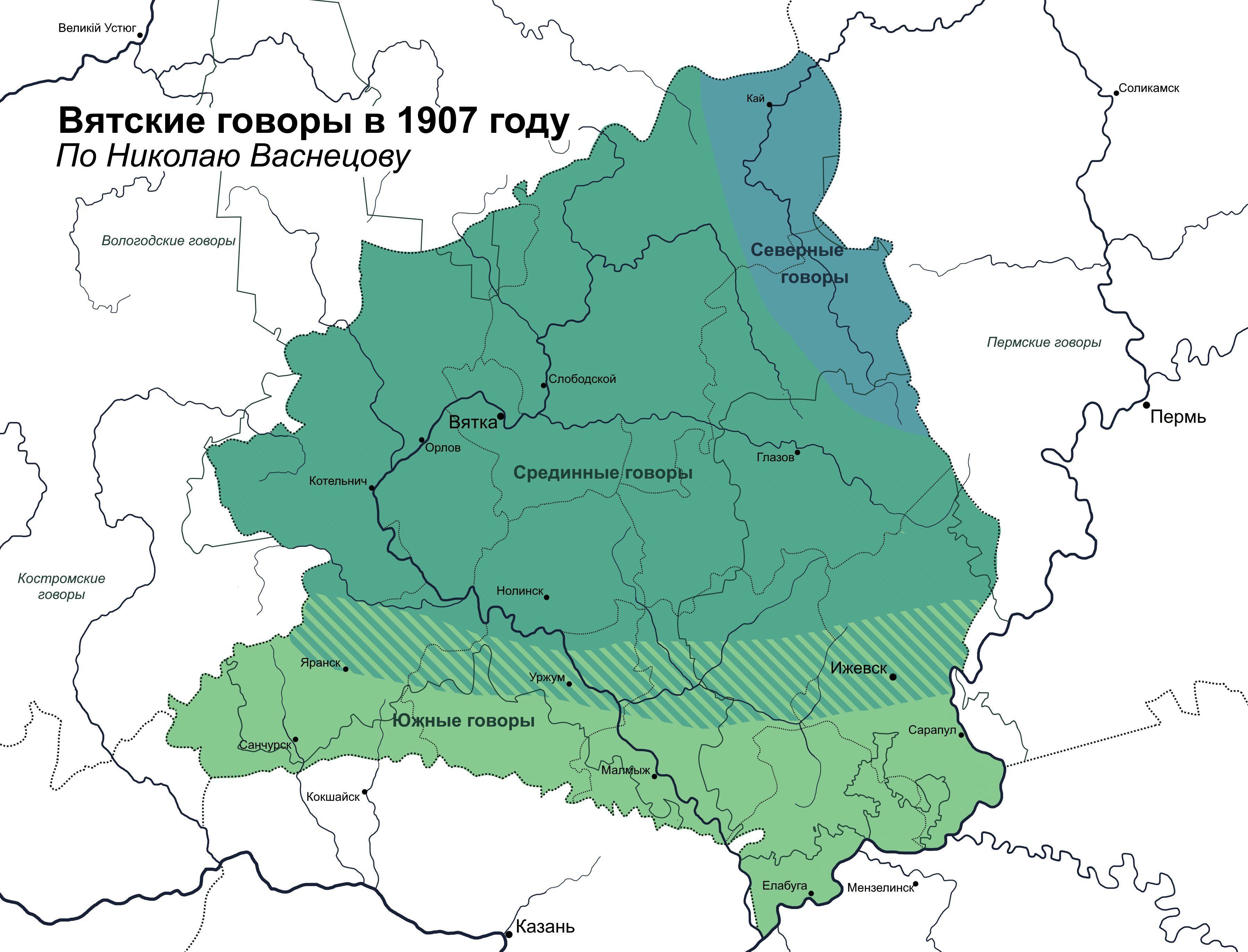
Карта районов Вятских говоров в Вятской губернии начала XX века по классификации Николая Васнецова.

### В Российской империи
На рубеже XIX и XX веков Николай Михайлович Васнецов постепенно собрал «Материалы для объяснительного областного словаря вятского говора», вышедшие в 1907 году в виде полноценного словаря. В нём он разделил говоры Вятской губернии на следующие группы:
- Северная часть (северные окраины Слободского и Глазовского уездов)
- Средняя часть (Котельнический, Орловский, Вятский, Нолинский, части Слободского и Глазовского уездов)
- Южная часть (Яранский, Уржумский, Малмыжский, Елабужский, Сарапульский)

При этом следует понимать, что среди южных уездов было множество починков, населённых вятчанами из северных уездов. Потому чёткой границы между южной и средней частью Вятских говоров нельзя. Выходцев из северных уездов, говорящих на своём варианте говоров, жители южных называли «Ноля».

### В современной России
По современной классификации Вятские говоры подразделяются на две группы, отличающиеся некоторыми особенностями в системе согласных — собственно вятскую и котельническую. Помимо вятских говоров на территории нынешней Кировской области различают:
- говоры южных районов (Малмыжский, Уржумский, Вятскополянский);
- верхнекамские говоры, больше сходные с пермскими говорами, нежели с вятскими;
- акающие говоры бывшего заводского населения, появившиеся в результате сравнительно позднего переселения приписных крестьян из Тверской и Калужской губерний на местные заводы;
- центральные и поволжские говоры, появившиеся в Вятской губернии в XVIII-XIX века с переселенцами из малоземельных губерний.

## Система гласных
В вятских говорах может практически отсутствовать редуцирование безударных гласных. Отличительной чертой вятских говоров является оканье — произношение [о], совпадающее с написанием, вместо литературного [а] ([молодой] вместо литературного [мъладой], [воз’ил’и] вместо [ваз’ил’и] и т. д.), в отличие например от ладого-тихвинских говоров, где в предударном слоге произносится «узкое» а. Порой [о] произносится даже на месте исконного [а] (долёко «далеко», боран «баран»).
Другой особенностью является заударное ёканье — произношение в заударном слоге после мягких согласных на месте [э] (орфогр. Е) звука [о] (орфогр. Ё) (помёр, витёр).
Гласный [а] (орфогр. Я) между мягкими согласными произносится как [е] (петеро «пятеро», племенникоф «племянников»), которое также не редуцируется (в отличие, например, от предударного «е» в петербургском говоре, превращающемся в е «узкое», фонологически ощущаемое как звук, близкий к «и»). В данном случае наблюдается архаичная черта — незавершённая деназализация.
Другая архаичная черта в фонетике вятских говоров — особенная судьба звука, обозначавшегося буквой ѣ. В отличие от центральных говоров и литературного языка, где он совпал со временем с [е], на Вятке он преобразовался следующим образом:
- под ударением между мягкими согласными произносится [и] (виник «веник», клить «клеть»);
- перед твёрдыми — [е], иногда дифтонг [ие] (зделано «сделано»);
- в конце слова — [е] (как в литературной норме).

## Система согласных
В вятских говорах сохранилась такая черта древнерусского языка, как мягкость согласных [ш'], [ж'] перед гласными [и], реже перед [е] ([маш’ина], [муж’ик]).
Долгие шипящие, обозначаемые буквами Щ [сч] и ЖЖ [зж], мягкие в литературном варианте, в вятских говорах наоборот произносятся твёрдо (овошшы, дрожжы).
Общая черта вятских говоров — выпадение [й] неслогового и последующее стяжение гласных (знат «знает», быват «бывает», штё поделываш? «что поделываешь?»).
Также вятским говорам свойственна утрата конечного Т/СТ в сочетании СТ/СТЬ (горсь «горсть», влась «власть», мос «мост»).
Широко распространено отвердение конечных согласных МЬ, ПЬ, ФЬ (пролуп «прорубь», озим «озимь», голуп «голубь», стаф «ставь»).
Имеет место иное произношение БМ как ММ (на стыке приставки и корня) и ДН как НН (на стыке корня и суффикса) (оммен «обмен», выхонной «выходной»).
Ещё одной характерной чертой вятского говора является тягучее произношение последнего слога (ноции «ночи», дании «дани» - род. падеж, людии «люди»).

### Цоканьеичоканье
Котельнические и вятские говоры отличаются друг от друга тем, что котельнические (подвергшиеся марийскому и татарскому влиянию) — «чокающие» (произносят [ч] и на месте [ч], и вместо [ц]), а вятские — «цокающие» (произносят [ц] и на месте [ц], и вместо [ч]). «Чокающие» котельнические говоры характерны тем, что произносят [ч] и на месте исконного [ч], и вместо [ц] (чисто «чисто», читать «читать», черква «церковь», чепь «цепь»). «Цокающим» вятским говорам свойственно произнесение [ц] и на месте исконного [ц], и вместо [ч] (уцительниця «учительница», цетвёро «четверо»).

## Особенности грамматических форм
Вятские говоры несколько отличаются от литературной нормы в распределении слов по родам. Некоторые существительные сохраняют архаичные формы мужского рода (берлог «берлога», струй «струя»). Бывает и наоборот (роскош м.р. «роскошь»). Иногда литературному среднему роду соответствует мужской (яблок «яблоко», коромысёл «коромысло»).
Очень широко представлены в вятских говорах собирательные формы существительных на -ЬЁ (суцьё «сучья», кольё «колья»).

## Особенности склонения существительных
Существительные 1 склонения, основа которых оканчивается на -й, в дат. и предл. падежах имеют диалектное окончание -е (сын-от в армие, пошёл к Марие). Сохраняются древние формы в имен. и род. падежах существительных мать, дочь (дочи замуж вышла, мати-то ужо стара стала, он матерь свою и то бьёт).
Существительные 3 склонения (а также существительное путь) склоняются по 1 склонению:

И. кость

Р. кости

Д. косте

Т. костьёй

Пр. о косте
То есть фактически наблюдается утрата 3 склонения.
В род. падеже обращает на себя внимание широкое распространение окончания -У (снегу-то намело, народу нагнали, опилку-то!).

## Особенности форм мн. ч. существительных
У сущ. м. и ср. рода в имен. падеже мн. ч. широко распространено окончание -А вместо литературного -Ы (-И) (волоса, выбора, окошка).
Существительные на -ёнок обозначают не только детёнышей животных и детей, но и обозначают мн. ч. (робёнки, котёнки, жеребёнки).
Устойчивой диалектной формой является окончание твор. падежа во мн. ч. -АМ (с долгим А) вместо литературного -АМИ (шти с кускам, пошла с ученикам).
В предл. падеже муж.р. мн. ч. в вятских говорах сохраняется древнее окончание -ЕХ (из -ѢХЪ) вместо литературного -АХ (в тех местех, на глазех).

## Имя прилагательное
Для вятских говоров характерно употребление усечённых прилагательных в качестве определения (сознательны люди, варёно молоко, цёрненьки глазка).
В имен. падеже прилагательные м. р. имеют окончание -ОЙ (старой, дальной, умной какой). В род. падеже м. и ср. р. имеют окончание -ОВО (слепово, нишшово «нищего»).
В твор. падеже мн. ч. форма прилагательных совпадает с дательным падежом (хлебали деревянным лошкам).

## Глаголы
Глаголы с основой на -Г, -К при спряжении сохраняют их во всех лицах, нет чередования с -Ж и -Ч.

1 л. могу

2 л. могош

3 л. могот
Глаголы с основой на -Д и -Т в 1 л. сохраняют их, при этом, свистящий призвук у этих мягких согласных (в отличие, например, от говоров Приладожья) отсутствует.

1 л. сидю

2 л. сидиш
Инфинитив глаголов с основой на гласный сохраняет древний суффикс -ТИ (мыти, пети, спати).
Глаголы с основой на -Г, -К сохраняют корневой согласный, в инфинитиве к нему прибавляется суффикс -ЧИ (пекчи «печь», стрикчи «стричь»).

## Особенности синтаксиса
Самая характерная черта синтаксиса вятского говора, по которой обычно узнают его носителей — употребление постпозитивных частиц -ТО, -ТА, -ТУ, -ТЕ (какие вешшы-то надо?, кот-от мяфкат, морковину-ту вырви).
При собирательных существительных глагол нередко употребляется во мн. ч. (молодёшь танцуют, публика стоят).
В роли сказуемого могут употребляться деепр. обороты на -МШИ (он выпимши, я проспамши). Они же могут употребляться и в качестве обстоятельства (не умыфши и за стол сел, так и лёк не раздефши).
Изредка встречаются случаи употребления глаголов прош. вр. в сочетании с глаголами был, была, были (Аркаша был(о) приезжал в отпуск, он здись и родился был). Это так называемое «давнопрошедшее» время является очень архаичной формой.
Для вятских говоров характерны вопросительно-разделительные союзы буде (буди), али (але), ли-ли (буде схожу, буде не схожу, роздумаю; али я пойду в горот, али ты?; придёт ли нет ли?)
Также характерен повторяющийся соединительный союз ДА (лежу да сижу да).
Очень архаичны конструкции из сочетания предлога ПО с предл. падежом во временном значении (по Ильину дню «в Ильин день», по зиме «зимой»).

## Вятские говоры в литературе
В 1915 году Дмитрий Зеленин выпустил сборник «Великорусские сказки Вятской губернии». Он вобрал в себя народные сказки вятчан на вятском говоре, а также был дополнен приложением из 6 удмуртских сказок.
В книге современной детской писательницы Ирины Краевой «Колямба, внук Одежды Петровны», в рассказе «Ухабака и баинка» размещён «Словарь вятского говора», объясняющий для читателей слова, использованные в рассказе.